# Elisabeth Mann (Tony Buddenbrook)

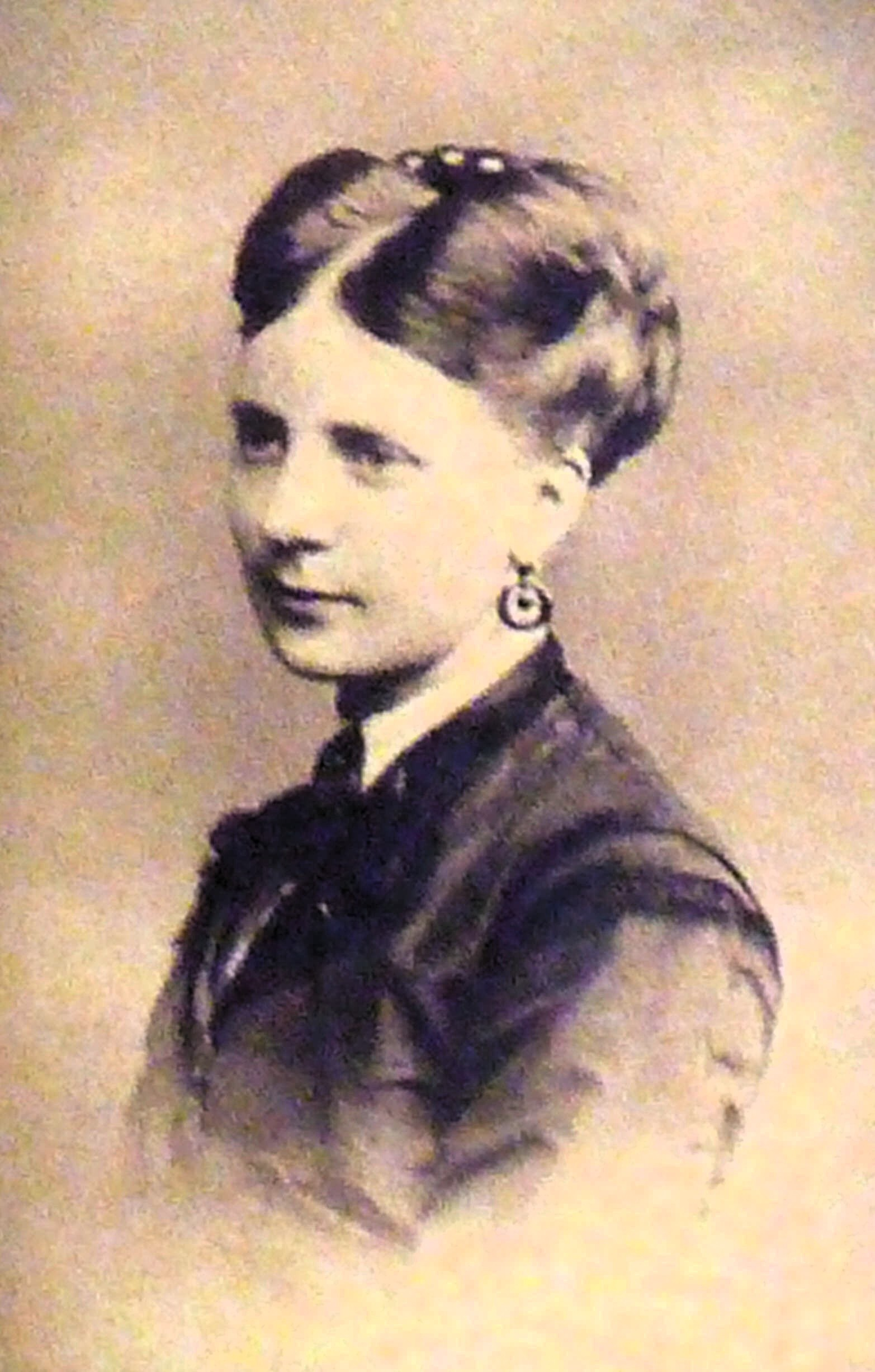
Elisabeth Mann in ihrer Jugend

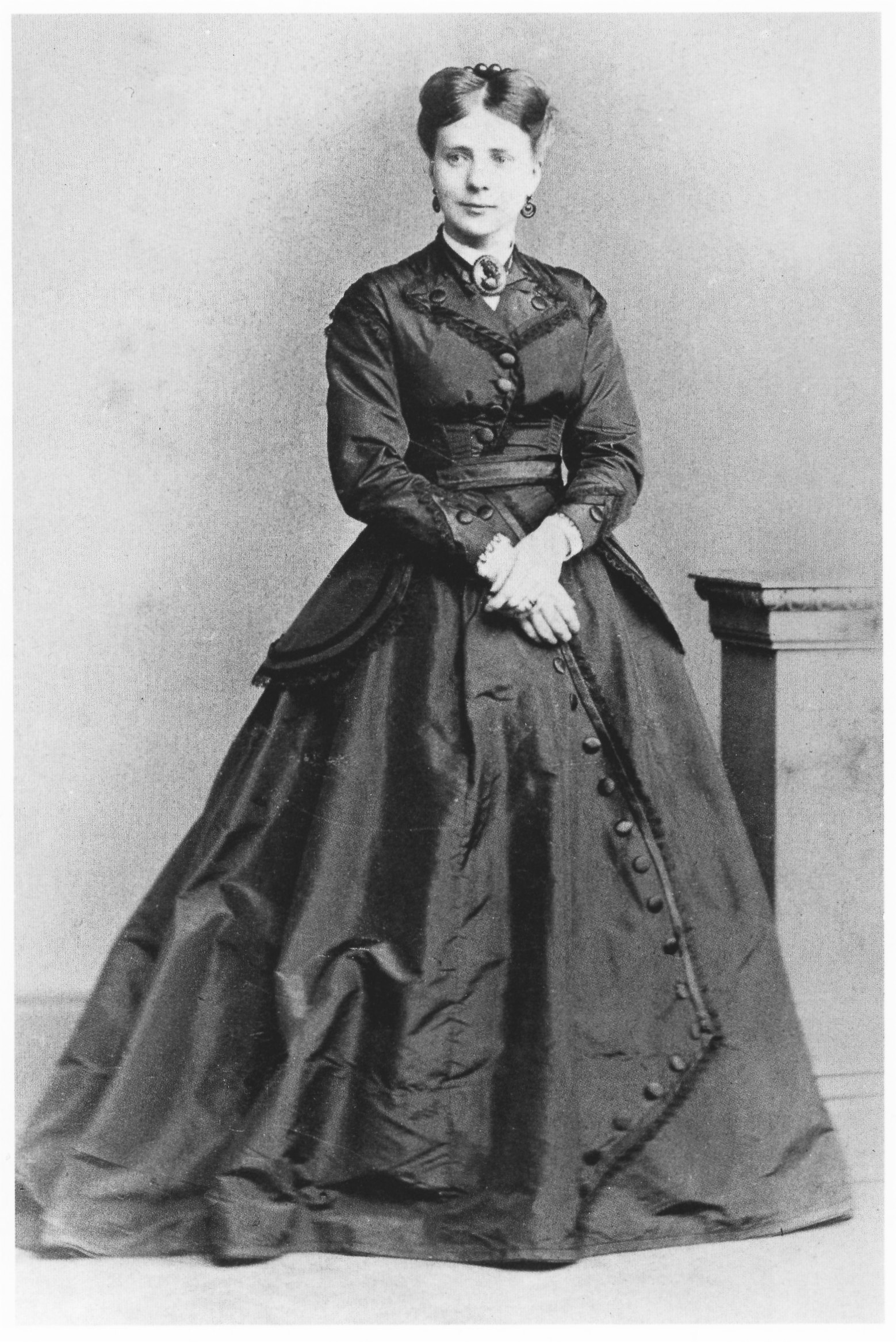
Elisabeth Mann, um 1870

Maria Elisabeth Amalia Hippolite Mann (* 26. August 1838 in Lübeck; † 18. März 1917 in Dresden) war die Tante des Schriftstellers Thomas Mann und das Urbild der Figur Tony Buddenbrook seines Romans Buddenbrooks.
Elisabeth Mann heiratete in erster Ehe am 7. Mai 1857 den Kaufmann Ernst Elfeld aus Uetersen, der wie die Romanfigur Bendix Grünlich jedoch Konkurs machte. Allerdings dürften dabei, anders als in Thomas Manns Roman, keine betrügerischen Hintergründe vorgelegen haben, sondern die erste Weltwirtschaftskrise von 1857 die Ursache gewesen sein. Elisabeth Mann verließ ihn zusammen mit ihren zwei Kindern Olga und Siegmund und wurde am 24. Juni 1864 von ihm geschieden. Ihre Anwälte formulierten, um Elisabeths Abneigung gegen Elfeld deutlich zu machen, sie gehe „eher ins Wasser als ins klägerische Haus“. Während des Scheidungsprozesses starb ihre Tochter Olga. Thomas Manns Schwester Julia berichtet, die Tante habe dann versucht, eine Stelle als Gesellschafterin in England anzunehmen, dies sei aber daran gescheitert, dass sie aufgrund ihrer eingeschickten Fotografie für zu hübsch befunden worden sei und damit eine Gefahr für den erwachsenen Sohn des Hauses dargestellt habe – eine Episode, die Thomas Mann in seinem Roman verwertet hat.
1864 zog Elisabeth Mann nach Esslingen am Neckar. Dort lebte sie zunächst wohl im Hause des Verlagsbuchhändlers Rudolf Julius Chelius, der aus Lübeck stammte, und dessen Bruders Heinrich Chelius. Letzterer war der erste Besitzer des Hauses Roeckstraße 7, in dem die Familie Mann zuletzt in Lübeck wohnte und das als letzter Wohnort von Hanno und Gerda Buddenbrook im Roman erscheint. Chelius’ Gattin dürfte die Bekanntschaft Elisabeths mit dem Esslinger Kaufmann Gustav Haag vermittelt haben, den Elisabeth Mann am 28. April 1866 heiratete. Laut Ehevertrag vom 1. Januar 1867 besaß sie zu diesem Zeitpunkt ein deutlich geringeres Vermögen als ihr Gatte. Julia Manns spätere Behauptung, Gustav Haag sei ein Mitgiftjäger gewesen, kann also zumindest bezweifelt werden. Allerdings erhielt Haag von der Firma Johann Siegmund Mann über die Mitgift hinaus günstige Kredite für sein Geschäft, die Eisenwarenhandlung J. L. Bahnmayer in der Webergasse 2. Außer seinem Anteil an diesem Gebäude besaß und bewohnte Gustav Haag auch die Hälfte seines Elternhauses in der Webergasse 1.
Am 17. März 1867 wurde Elisabeth Manns Tochter Alice (eigentlich Elisabeth) geboren. 1869 schied Gustav Haag aus der Eisenwarenhandlung aus und zog bald darauf mit seiner Familie erst nach Stuttgart, dann nach Cannstatt. Dort wurde der Sohn Ewald Siegmund Henry geboren, der sich später als Buchhändler versuchen sollte, scheiterte und zeit seines Lebens von der Mutter versorgt wurde. Als diese starb, nahm er sich das Leben.
In Cannstatt versuchte sich Gustav Haag als Weinhändler und war deutlich erfolgloser als der Münchener Hopfenhändler und Brauereiaktionär Permaneder im Roman. Die Firma Mann erhöhte zwar ihren Kredit für Haag und zog die Summe später von Elisabeths Erbteil am Vermögen ihrer Mutter Elisabeth Marty ab, dennoch ging es mit der Firma bergab. Aus Gründen, die heute ungeklärt sind, geriet Gustav Haag sogar ins Gefängnis. Elisabeth Mann strengte einen zweiten Scheidungsprozess an und gab dabei als Hauptgrund an, ihr Mann habe während der Ehe mit Prostituierten verkehrt – im Roman hingegen macht sich Permaneder einmal an die hübsche Bedienstete Babette heran und wird dabei von seiner Gattin überrascht. 1881 wurde die Ehe geschieden und Elisabeth Mann zog mit ihrem Sohn nach Hamburg. Ihre Tochter Alice kam zur Großmutter nach Lübeck, in deren Haus, dem Buddenbrookhaus, die 1871 gegründete Lübecker Feuerversicherung ihre Büros hatte. Am 22. September 1886 heiratete Alice deren erfolgreichen Direktor Guido Biermann, das Vorbild für Hugo Weinschenk in den Buddenbrooks, und spätestens 1888 zog Elisabeth in das Haus ihrer Tochter. Am Ende dieses Jahres wurde aber gegen Biermann ein staatsanwaltschaftliches Ermittlungsverfahren wegen Betrugsverdacht eröffnet; er hatte in mehreren Fällen Rückversicherungsverträge abgeschlossen, nachdem die Schadensfälle bereits eingetreten waren. Biermann wurde nach einem Strafprozess, der in Lübeck großes Aufsehen erregte, am 21. Februar 1890 zu zwei Jahren Gefängnis und 2000 Mark Geldstrafe verurteilt. Er verbüßte seine Strafe im Lübecker Marstall-Gefängnis, wurde am 7. Oktober 1891 aus Gesundheitsgründen vorzeitig entlassen und ist danach verschollen. Die Ehe mit Alice wurde 1894 in Abwesenheit des Ehemanns geschieden. Elisabeth Mann hatte inzwischen von ihrer am 6. Dezember 1890 verstorbenen Mutter den Nießbrauch ihres beträchtlichen Vermögens geerbt, was ihr fortan ein Leben ohne finanzielle Sorgen ermöglichte. Sie zog mit ihrer Tochter nach Dresden-Blasewitz in die damalige Johannstraße 15 (heute Regerstraße 27), wo sie bis zu ihrem Tod lebte.
Nach dem Erscheinen der Buddenbrooks zeigte sich Elisabeth Mann zunächst – genau wie ihr Bruder Friedrich Mann – empört über die Verwertung ihrer Familiengeschichte; sie kommentierte: „Solch eine dumme Gans … war ich doch wohl nicht.“ Später allerdings ließ sie sich mit einem gewissen Stolz als Tony ansprechen. Ihre im Grunde unverwüstliche Natur, die auch Tony Buddenbrook ihre traurigen Schicksale mit einer gewissen Naivität überstehen lässt, wird ähnlich in Viktor Manns Lebenserinnerungen Wir waren fünf geschildert.

Elisabeth Mann mit ihrer Tochter Olga und ihrem Sohn Siegmund. Foto von Hermann Linde, um 1862
Ernst Elfeld, der als Vorbild für die Figur des Bendix Grünlich diente
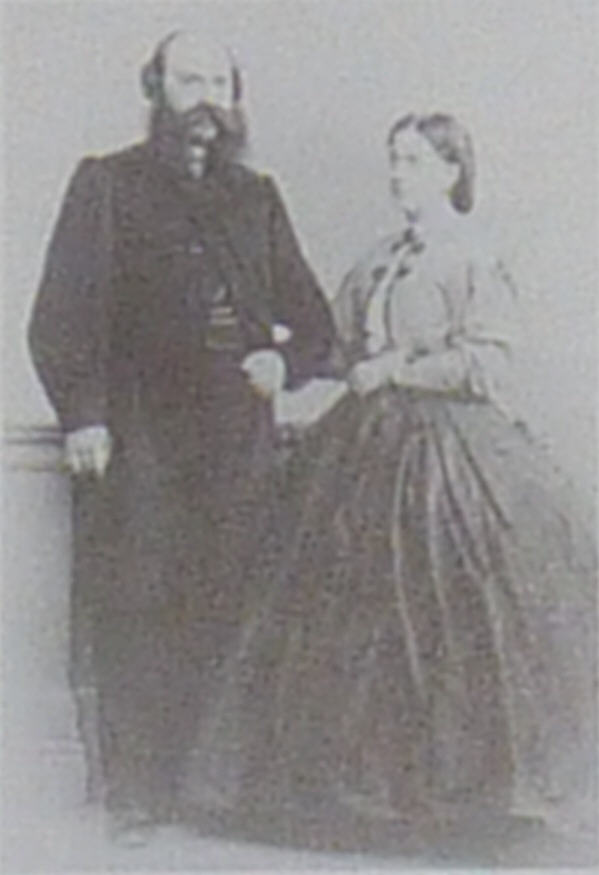
Elisabeth Mann mit ihrem zweiten Mann Gustav Haag
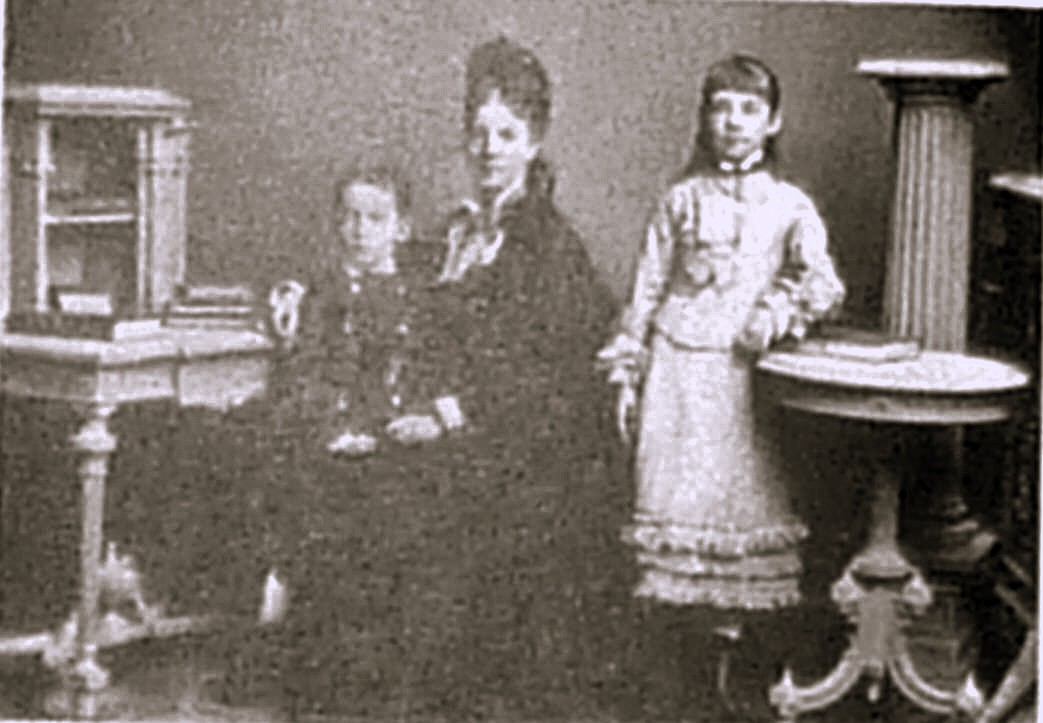
Elisabeth Mann mit ihren Kindern Henry und Alice
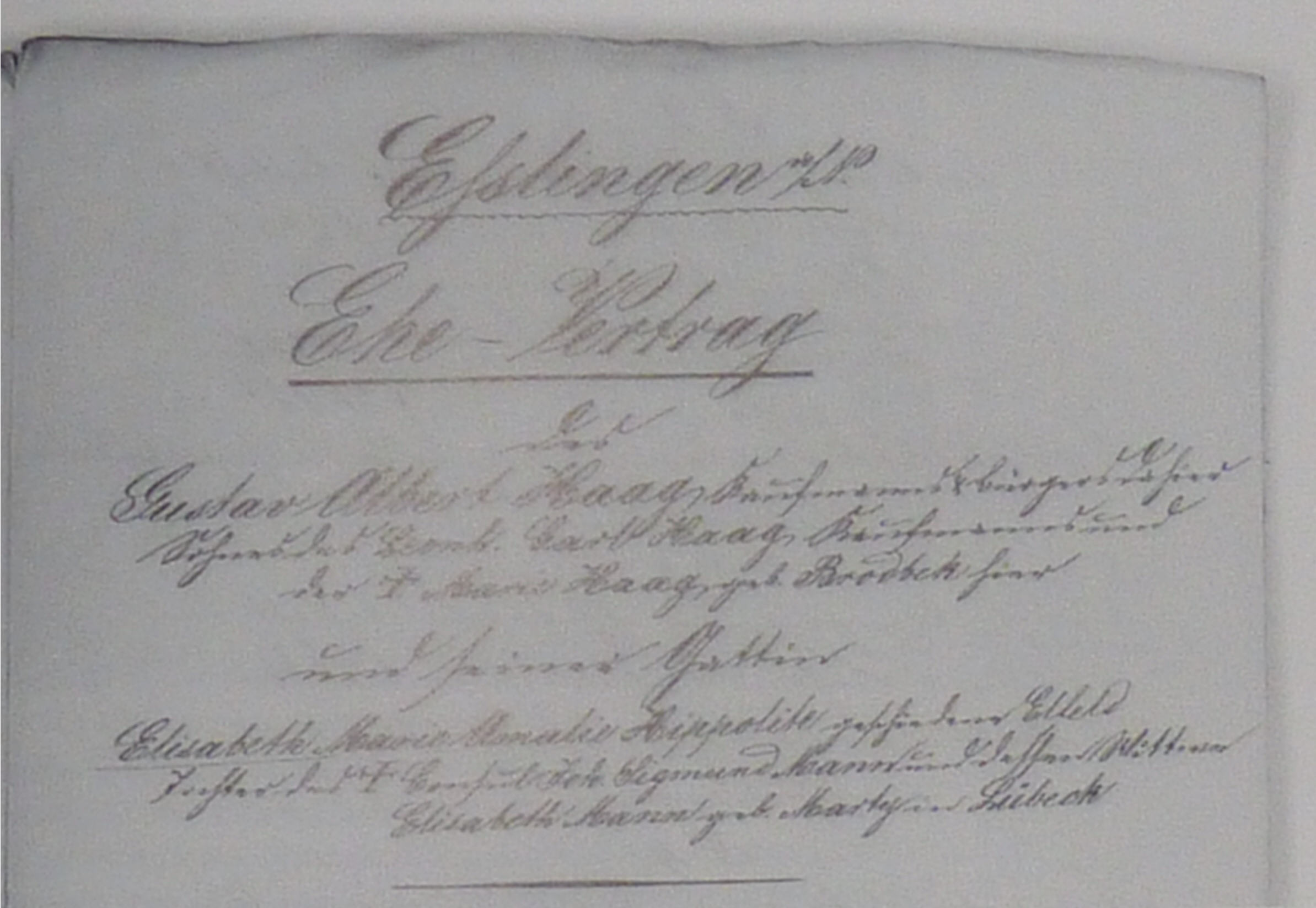
Ausschnitt aus dem Ehevertrag mit Gustav Haag
Webergasse in Esslingen mit Haus Nr. 1
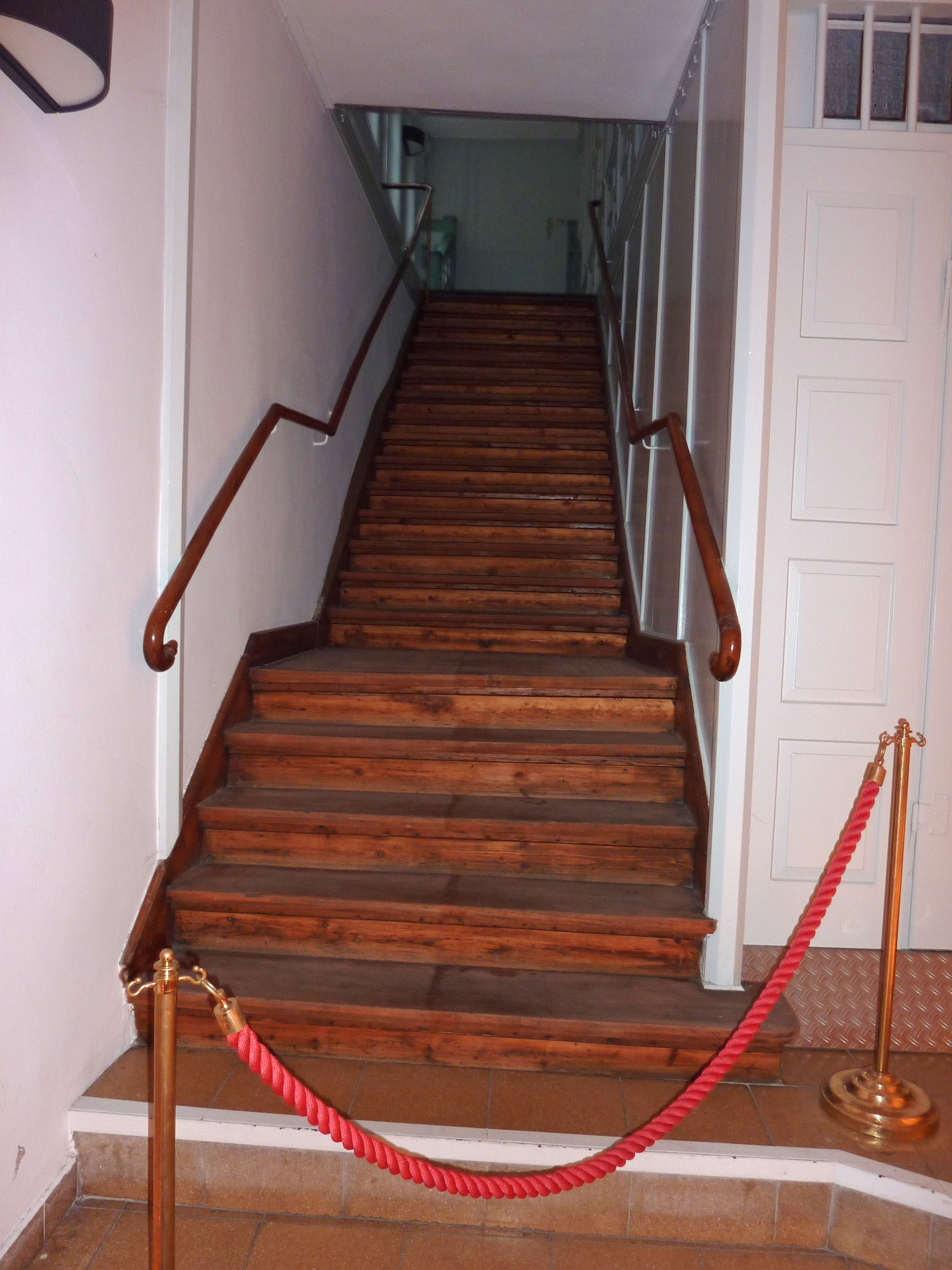
Die „Himmelsleiter“, die auch in den Buddenbrooks erscheint
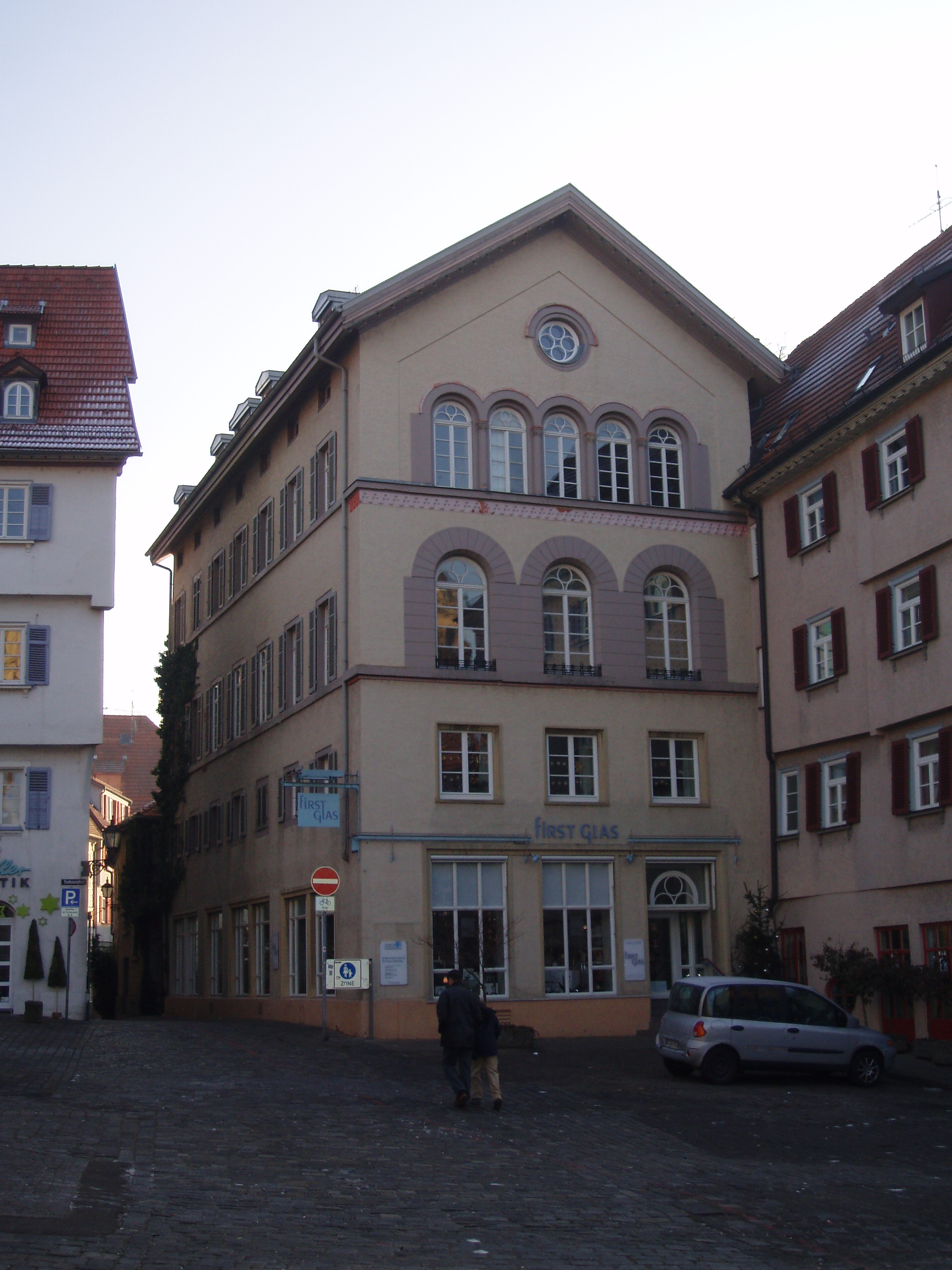
Das Bahnmayer-haus